# Staffan Gnosspelius
Staffan Gnosspelius född 1976 i Lund, numera boende i London, är en svensk illustratör.
Gnosspelius har studerat vid Chelsea College of Art and Design och Edinburgh College of Art.

## Priser och utmärkelser
- Elsa Beskow-plaketten 2008[1]